# 히 스테이드 포 브렉패스트
히 스테이드 포 브렉패스트(He Stayed For Breakfast)는 미국에서 제작된 알렉산더 홀 감독의 1940년 코미디 영화이다. 로레타 영 등이 주연으로 출연하였다.

## 출연

### 주연
- 로레타 영
- 멜빈 더글라스

### 조연
- 앨런 마셜
- 유진 팔렛
- 우나 오코너
- 커트 보이스
- 레오니드 킨스케이
- 트레버 바뎃
- 그래디 슈튼
- 프랭크 설리
- 에델레다 레오폴드

## 제작진
- 미술: 리오넬 뱅스
- 의상: 아이린
- 의상: 로버트 칼로크